# Mamés de Capadocia
Mamés de Capadocia (Cesarea de Capadocia, Asia Menor, 259-ibídem, 275), santo mártir.

## Biografía
Según cuenta la leyenda, Mamés ("el que fue amamantado") nació en el seno de una familia modesta. Algunos historiadores datan la fecha de su nacimiento en 259 y la de su martirio en 275.
Hijo de Teodoto y Rufina, Mamés nació en prisión al estar encarcelados sus padres por ser cristianos. Poco después de su nacimiento murieron martirizados el padre y la madre, siendo ambos elevados a los altares. A partir de entonces, Mamés fue criado por una viuda rica llamada Ammia, también santa, que murió cuando Mamés tenía quince años, dejando al joven heredero de su hacienda.
El gobernador de Cesarea de Capadocia (Asia Menor, actual Turquía) sometió a tormentos a Mamés, sin conseguir que abjurara de su fe. Después, lo envió al emperador Aureliano que ordenó someterle a nuevas torturas. Cuenta una versión de la leyenda que un ángel lo liberó y le mandó refugiarse en un monte cercano a Cesarea, mientras que según otra Mamés logró amansar a los leones a los que había sido entregado en el circo y, ante este portento, decidieron acabar con su vida clavándole un tridente en el abdomen. Aunque sangrando, el joven Mamés pudo llegar hasta la cueva cerca del teatro, donde murió invitado al cielo por los ángeles.
También hay versiones de que Mamés fue arrojado y devorado por los leones. Todavía se conserva la estatua de este niño mártir, apoyado en un pequeño león, en la Santa y Real Casa de Misericordia de Bilbao, antiguamente el convento de San Mamés y posteriormente uno de los mayores orfanatos de Europa. En la actualidad se ha reconvertido en residencia de ancianos y es vecina del campo del Athletic Club, apodado La Catedral, cuyos jugadores son popularmente conocidos por sus aficionados como "leones". 
Tradicionalmente, es considerado como el protector de las personas con roturas de huesos y de los lactantes. En la localidad de Murero (Zaragoza) se le considera el abogado de los que sufren de hernia y en la parroquia de Torroso (Mos, Pontevedra) se considera sanador de los dolores de barriga.

## Santuarios
El primer centro de culto a San Mamés se construyó en Cesarea de Capadocia. 
En Europa, el principal edificio religioso dedicado es la Catedral de San Mamés de Langres, en el departamento  del Alto Marne, en Francia.

### Santuarios en España
Uno de los principales santuarios dedicados a San Mamés en el Camino de Santiago se encuentra en la riosellana localidad de Cuerres, Asturias, y data del siglo XIV. 
Asimismo, siguiendo el Camino de Santiago, desde el siglo VI aparece documentada una ermita extramuros de la ciudad de León a este santo, quien dio nombre a la carretera que luego daría a su vez nombre al barrio de San Mamés, el más populoso de la ciudad.
En Abando, anteiglesia de Vizcaya que actualmente pertenece a Bilbao, se edificó otra Ermita de San Mamés, que dio nombre a las campas cercanas y a la finca donde se edificó la Santa y Real Casa de Misericordia de Bilbao. La ermita fue derruida, y las campas urbanizadas, pero sigue rindiéndose culto a San Mamés en la capilla de la Casa de Misericordia (también llamada Asilo de San Mamés), y el estadio de Estadio de San Mamés construido en 1913 para uso del Athletic Club de fútbol, tomó el nombre. Esta denominación se mantiene aún en el actual nuevo Estadio de San Mamés, edificado en 2013, en la Alameda de San Mamés, en el Intercambiador de San Mamés (que incluye la Estación de San Mamés de Cercanías Renfe y la Estación de Santimami / San Mamés de Metro Bilbao), así como en el cercano Hotel Ilunion San Mamés.
También en Vizcaya, la Ermita de San Mamés o Ermita de Santimamiñe, da nombre a la cercana Cueva de Santimamiñe. Y existe otra Ermita de San Mamés o de Santimami entre Erandio y Lejona.
En el siglo X se le veneraba entre los cristianos de al-Ándalus.
En la Iglesia parroquial de Santa María Magdalena de Zaragoza se conserva la cabeza del santo. La ermita más grande de España se encuentra en la localidad de Murero (Zaragoza), donde San Mamés es venerado por los habitantes del pueblo, con una procesión histórica de cientos de años que aún continúa, que arranca todos los años el 17 de agosto a las 10 horas.
Existe también una Ermita de San Mamés en Montenegro de los Cameros, en la provincia de Soria.

## Festividad
La festividad de San Mamés se celebra en España el 7 de agosto.

## Localidades españolas que tienen como patrón a San Mamés
- Aldea de San Esteban (Soria)
- Arevalillo de Cega (Segovia)
- Argüero (Villaviciosa, Asturias)
- Aroche (Huelva)
- Baracaldo (Vizcaya)
- Bercianos de Aliste (Zamora)
- Bustillé, parroquia de Boo (Asturias)
- Canalejas del Arroyo (Cuenca)
- Cilleruelo de San Mamés (Segovia)
- Covanera (Valle del Rudrón, Burgos)
- Cuerres (Ribadesella, Asturias)
- Encinas de Esgueva (Valladolid)
- Espinoso de Compludo (Ponferrada, León)
- Fuentecén (Burgos)
- Galende (Zamora)
- Laraxe (La Coruña)
- Magaz de Pisuerga (Palencia)
- Manzanal de Arriba (Zamora)
- Mazarete (Guadalajara)
- Micereces de Tera
- Mos, (Pontevedra) 7 de agosto.
- Murero (Zaragoza)
- Navajeda (Entrambasaguas, Cantabria)
- Navares de las Cuevas (Segovia)
- Padrones de Bureba (Burgos)
- Palacios de Sanabria (Zamora)
- Paúles del Agua (Burgos)
- Petelos (Mos|Pontevedra)
- Pinedillo (Burgos)
- Priegue (Nigrán, Pontevedra)
- Quintanaloranco (Burgos)
- Rabé de los Escuderos (Burgos)
- El Rasillo de Cameros (La Rioja)
- San Mamede de Salgueiros (Dumbría, La Coruña)
- San Mamede da Portela (Barro, Pontevedra)
- San Mamed de los Ángeles (Oroso, La Coruña)
- San Mamed de Nodar (Friol, Lugo)
- San Mamés (Blimea, Asturias)
- San Mamés (Navarredonda y San Mamés, Madrid)
- San Mamés de Abar (Burgos)
- San Mamés de Aras (Voto, Cantabria)
- San Mamés de Burgos (Burgos)
- San Mamés de Campos (Palencia)
- San Mamés de Meruelo (Meruelo, Cantabria)
- San Mamés de Millerada (Forcarey, Pontevedra)
- Taravilla (Guadalajara)
- Torroso  (Pontevedra)
- Trefacio (Zamora)
- Valdelaloba (Toreno, León)
- Valverde Enrique (León)
- La Vid de Bureba (Burgos)
- Villaescusa de Roa (Burgos)
- Villalvaro (Soria)
- Villanueva de Gumiel (Burgos)
- Villanueva de Villaescusa (Cantabria)
- Villatuelda (Burgos), primer o segundo sábado de agosto
- Villar de Golfer (León)